# Волица (Хмельницкий район)
Волица (укр. Волиця) — село в Хмельницком районе Хмельницкой области Украины.
Население по переписи 2001 года составляло 464 человека. Почтовый индекс — 31335. Телефонный код — 382. Занимает площадь 7,712 км². Код КОАТУУ — 6825083902.

## История
В 1996 г. селу возвращено историческое название

## Местный совет
31335, Хмельницкая обл., Хмельницкий р-н, с. Малашевцы, ул. Котовского, 29